# Laila cockerelli
Laila cockerelli är en snäckart som beskrevs av Frank Mace MacFarland 1905. Laila cockerelli ingår som enda art i släktet Laila och familjen Polyceridae. Inga underarter finns listade i Catalogue of Life.

## Bildgalleri

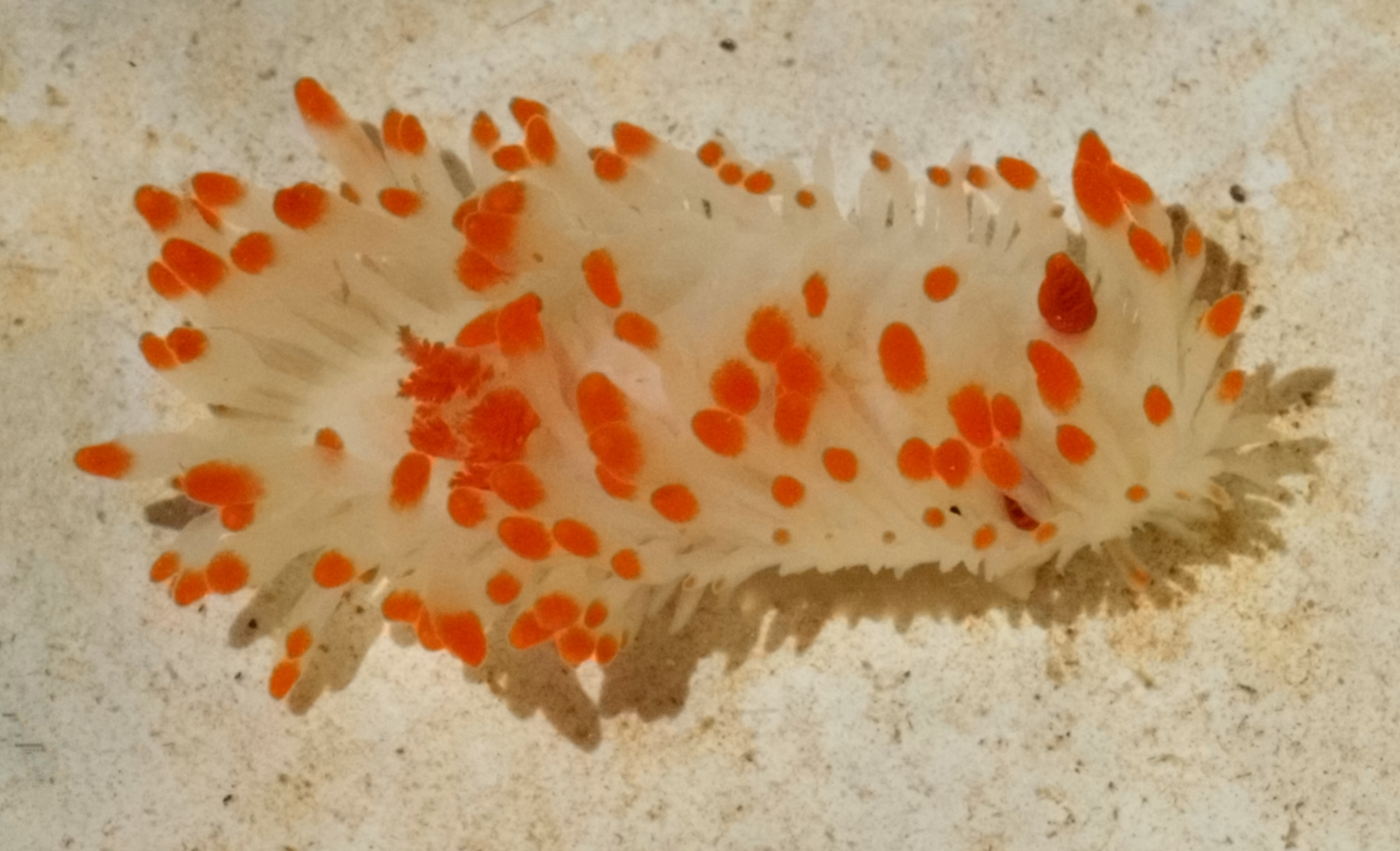